# Cratere Il'in
Il'in è un cratere lunare di 12,42 km situato nella parte sud-orientale della faccia nascosta della Luna.